# Seimat (jezik)
Seimat jezik (ISO 639-3: ssg; ninigo), jedan od tri zapadnoadmiralitetskih jezika koji se govori na otocima Ninigo i Anchorite u provinciji Manus, Papua Nova Gvineja. Najvažnija sela su: Amix, Awin, Lau, Liot, Mal, Pihon, Patexux.
Populacija Seimata iznosi oko 1 000 (1992 SIL); 1 200 (2000). Jezik su proučavale Theresa Wilson i Beata Wozna (February 2003-November 2004) te prevele Novi zavjet na njihov jezik.
58 fonemskih znakova.

## Vanjske poveznice
- Ethnologue (14th)
- Ethnologue (15th)
- Seimat (Ninigo) Language